# گوردون لیو
گوردون لیو (انگلیسی: Gordon Liu؛ زادهٔ ۲۲ اوت ۱۹۵۱) یک بازیگر و رزمی‌کار اهل جمهوری خلق چین است.
از فیلم‌ها یا برنامه‌های تلویزیونی که وی در آن نقش داشته است می‌توان به سی و ششمین تالار شائولین، بیل را بکش بخش ۱، مردی با مشت‌های آهنین، بیل را بکش بخش ۲، هشت اژدهای جنگنده قطب، از چاندی چوک به چین و پرواز شمشیرهای دروازه اژدها اشاره کرد.